# Oleksij Larin
Oleksij Andrijovyč Larin (in ucraino Олексій Андрійович Ларін?; Dnipropetrovs'k, 4 giugno 1994) è un calciatore ucraino, difensore dell'Istiklol.

## Carriera

### Nazionale
Ha giocato nella nazionale ucraina Under-17.

## Palmarès

### Club

#### Competizioni nazionali
- Campionato tagiko: 1

Istiklol: 2024